# A Tribute to Count Basie
A Tribute to Count Basie je studijski album Big Banda RTV Ljubljana, ki je izšel leta 1989 pri Založbi kaset in plošč RTV Ljubljana. Gre za eno prvih jazzovskih zgoščenk, ki so izšle pri tej založbi in prvo zgoščenko Big Banda RTV Ljubljana. Album je izšel tudi na kaseti.
Kot pevka solistka je pri albumu sodelovala Joan Faulkner, ki je z Big Bandom že sodelovala leta 1983, ko je posnela koncertno ploščo.
Konec 80. let 20. stoletja je Big Band izvedel projekt, v katerem se je spomnil legendarnih jazzistov. Kot del tega projekta je izšla tudi omenjena zgoščenka v spomin Countu Basieju.

## Seznam skladb
| Št.             | Naslov                                  | Pisec                                     | Solisti                                 | Dolžina |
| --------------- | --------------------------------------- | ----------------------------------------- | --------------------------------------- | ------- |
| 1.              | „Tea for Two‟                           | Irving Caesar, Vincent Youmans            | Petar Ugrin, Andrej Arnol, Silvo Stingl | 3:22    |
| 2.              | „Shiny Stockings‟                       | Frank Foster                              | Joan Faulkner, A. Arnol                 | 3:53    |
| 3.              | „Into Each Life Some Rain Must Fall‟    | Allan Roberts, Doris Fisher               | J. Faulkner                             | 2:13    |
| 4.              | „This Love of Mine‟                     | Frank Sanicola, Hank Sanicola, Sol Parker | P. Ugrin                                | 3:06    |
| 5.              | „Chicago‟                               | Fred Fisher                               | S. Stingl, A. Arnol                     | 2:55    |
| 6.              | „Satin Doll‟                            | Duke Ellington, Johnny Mercer             | J. Faulkner, S. Stingl                  | 3:10    |
| 7.              | „'Deed I Do‟                            | Fred Rose, Walter Hirsch                  | J. Faulkner                             | 2:57    |
| 8.              | „In the Wee Small Hours of the Morning‟ | Bob Hilliard                              | Dušan Veble, P. Ugrin, S. Stingl        | 3:29    |
| 9.              | „Tweet Tweet‟                           | Fred Foster                               | P. Ugrin, Tomaž Grintal, S. Stingl      | 3:25    |
| 10.             | „Nice 'N' Easy‟                         | Alan Bergman, Lew Spence                  | P. Ugrin                                | 3:10    |
| 11.             | „Cute‟                                  | Neal Hefti                                | Ratko Divjak                            | 2:24    |
| 12.             | „Li'l' Darlin'‟                         | N. Hefti                                  | P. Ugrin                                | 5:16    |
| Skupna dolžina: | Skupna dolžina:                         | Skupna dolžina:                           | Skupna dolžina:                         | 39:20   |

## Glasbeniki
- Joan Faulkner – vokal
- Jože Privšek – dirigent

### Saksofoni
- Andy Arnol – alt sax, tenor sax
- Albert Podgornik – alt sax
- Dušan Veble – tenor sax
- Hugo Šekoranja – tenor sax
- Matjaž Ašič – tenor sax
- Zoran Komac – tenor sax

### Trobente
- Marko Misjak
- Pavel Grašič
- Petar Ugrin
- Tomaž Grintal

### Tromboni
- Aleksander Grašič
- Alojz Bezgovšek
- Emil Spruk
- Franc Puhar
- Alojz Krajnčan

### Ritem sekcija
- Silvo Stingl – klavir
- Milan Ferlež – kitara
- Ladislav Rebrek – bas
- Ratko Divjak – bobni

## Produkcija
- Producent: Jože Kampič
- Inženiring: Zoran Ažman
- Asistenta: Andrej Semolič, Milan Zrimšek
- Oblikovanje: Tone Stražišar
- Urednik: Ivo Umek
- Odgovorni urednik: Jure Robežnik